# GOES-17
GOES-17（进入地球静止轨道前被称为GOES-S，进入地球静止轨道后被称为GOES-West）是美国国家海洋与大气管理局运营的第二代气象卫星。该系列的四颗卫星(GOES-16、GOES-17、GOES-T、GOES-U)将把靜止環境觀測衛星的可用性拓展到2036年。
GOES-17由洛克希德·马丁公司基于A2100A卫星平台制造，预期使用寿命为15年（在轨备用5年后可运行10年）。
该卫星于2018年月1日发射，并于2018年月12日到达地球靜止軌道。在2018年5月，卫星发射后的测试阶段，其主要仪器Advanced Baseline Imager (先进基线成像仪)被发现存在问题。GOES-17于2019年月12日作为GOES-West投入运营。

## 发射
GOES-17于2018年3月1日在卡纳维拉尔角空军基地被Atlas V型火箭发射升空。3月12日，GOES-17成功转移到地球同步轨道。
GOES-17于2018年10月24日开始进行20天，每天2.5°的向西移动，使其从89.5°W(发射定点位置)转移到137.2°W(工作位置)。在漂移操作期间，除磁力计外，所有其他仪器均被禁用。同时，GOES-15于2018年10月29日开始向东移动到128°W，其所有传感器仍在运行。GOES-15于2018年11月7日到达了新位置。GOES-17于2018年11月13日达到其指定的经度，开始了其他测试并开始传输其第一张图像。第一张高清图像被传输到阿拉斯加，夏威夷和太平洋地区。GOES-15的漂移是为了与GOES-17进一步隔离，以防止通信干扰。GOES-17于2019年2月12日开始正式运行。GOES-17和GOES-15协同运行至2020年初，以便评估GOES-17作为GOES-West的表现。 2020年3月2日，GOES-15被停用，并转移到一个存储轨道，由于先进基线成像仪存在已知的缺陷，计划在2020年8月对其进行补充，以补充GOES-17的运行。

## 航天器设计
GOES-17的先进基线成像仪(ABI)可以同时观测16个波段，并且每10分钟就可完成一次圆盘图观测，每分钟可以完成一次1000x1000Km的机动观察。
| 波长     | 編號 | 簡稱 | 中心波長 (µm) | 赤道帶 水平解析度 (km) | 偵測範疇                       |
| -------- | ---- | ---- | ------------- | ---------------------- | ------------------------------ |
| 可見光   | 1    | V1   | 0.470         | 1                      | 植被、氣膠、彩色圖像（藍）     |
| 可見光   | 2    | VS   | 0.640         | 0.5                    | 植被、低雲與霧、彩色圖像（紅） |
| 近紅外線 | 3    | N1   | 0.860         | 1                      | 植被、氣膠                     |
| 近紅外線 | 4    | N2   | 1.380         | 2                      | 卷云                           |
| 近紅外線 | 5    | N3   | 1.610         | 1                      | 雪/冰识别，云相态              |
| 近紅外線 | 6    | N4   | 2.260         | 2                      | 雲密度半徑範圍                 |
| 紅外線   | 7    | I4   | 3.90          | 2                      | 低雲族與霧、自然火災           |
| 紅外線   | 8    | WV   | 6.15          | 2                      | 對流層高层水汽                 |
| 紅外線   | 9    | W2   | 7.00          | 2                      | 對流層中层水汽                 |
| 紅外線   | 10   | W3   | 7.40          | 2                      | 对流层低层水汽                 |
| 紅外線   | 11   | MI   | 8.50          | 2                      | 雲相判別、二氧化硫             |
| 紅外線   | 12   | O3   | 9.70          | 2                      | 臭氧含量                       |
| 紅外線   | 13   | IR   | 10.30         | 2                      | 雲圖像、雲頂資訊               |
| 紅外線   | 14   | L2   | 11.20         | 2                      | 雲圖像、海面溫度               |
| 紅外線   | 15   | I2   | 12.30         | 2                      | 雲圖像、海面溫度               |
| 紅外線   | 16   | CO   | 13.30         | 2                      | 雲頂高度                       |